# NGC 5244
NGC 5244 је спирална галаксија у сазвежђу Кентаур која се налази на NGC листи објеката дубоког неба.
Деклинација објекта је - 45° 51' 17" а ректасцензија 13h 38m 41,8s. Привидна величина (магнитуда) објекта NGC 5244 износи 12,6 а фотографска магнитуда 13,4. Налази се на удаљености од 32,683 милиона парсека од Сунца. NGC 5244 је још познат и под ознакама NGC 5219, ESO 270-23, MCG -7-28-7, IRAS 13356-4536, PGC 48236.